# 人工酵素
人工酵素（じんこうこうそ）とは、生化学、有機化学、超分子化学で取り扱われるトピックのひとつ。例えば、酵素の機能（分子認識、選択性、触媒作用など）を持つ人工化合物や、天然にある酵素や生体分子に人工的な改変を加えて新しい性能（新たな反応性や選択性、固相表面や人工膜中への導入）を持たせたものを「人工酵素」と表す。

## 例
- 分子認識能と選択性を持つホスト分子と触媒作用を持つ触媒部位を結合させ、酵素的な反応を行わせるもの。ホスト分子としてはシクロデキストリンやカプセル型分子などの人工物である場合や、ペプチドやDNAや抗体など天然由来の化合物が利用される。触媒部位としては酸・塩基部位、酸化還元活性部位、遷移金属触媒部位など。
- 合成樹脂や無機材料へ、反応させたい基質に合った大きさの空孔を空けたもの。あるいは多孔性の材料を利用したもの。もとの材料がそれ自身で反応触媒能を有する場合はそのまま酵素的な反応が試される。そうでない場合は何らかの化学的な処理で反応触媒部位を持たせる方法がとられる。
- 天然に存在する酵素やアポ酵素をもとに、活性部位の配列を変えたり共有結合で新しい官能性部位を持たせたり人工的な補酵素様化合物を導入したりして、もとの酵素が持っていた性能と比べて新しい選択性や反応性を持たせたもの。
- 人工、あるいは天然由来の触媒分子を人工膜やミセル球、天然膜などの自己組織化構造へ導入し、高次系として酵素的な反応性を実現したもの。